# Eco Snow Trophy
L'Eco Snow Trophy è una competizione automobilistica che si svolge in Trentino-Alto Adige, con partenza e arrivo a Fiera di Primiero. La gara è riservata a veicoli alimentati tramite fonti di energia alternativa ed è inserita dal 2015 nel programma del Campionato del mondo FIA energie alternative.

## Albo d'oro recente
| Edizione | Vincitori                                          | 2º posto                                             | 3º posto                                             |
| -------- | -------------------------------------------------- | ---------------------------------------------------- | ---------------------------------------------------- |
| 2015     | Nicola Ventura (pilota) Guido Guerrini (co-pilota) | Artur Prusak (pilota) Thierry Benchetrit (co-pilota) | Massimo Liverani (pilota) Valeria Strada (co-pilota) |
| 2015     | Abarth 500                                         | Toyota Prius                                         | Alfa Romeo GTV                                       |